# 神奈川県庁舎
神奈川県庁舎（かながわけんちょうしゃ）は、神奈川県横浜市中区日本大通に位置する神奈川県の行政機関（神奈川県庁）が入居する建物である。本庁舎・新庁舎・東庁舎・西庁舎からなり、一部部署は近隣の民間ビルに入居している。

## 庁舎概要
本庁庁舎は西から順に西庁舎・新庁舎・本庁舎・東庁舎と位置しており、前三者は渡り廊下（跨道橋）によって接続されている。
|                  | 西庁舎             | 新庁舎              | 本庁舎             | 東庁舎              | 東庁舎                        |
| 旧               | 西庁舎             | 新庁舎              | 本庁舎             | 新                  |                               |
| ---------------- | ------------------ | ------------------- | ------------------ | ------------------- | ----------------------------- |
| 建築年           | 1993年 （平成5年） | 1966年 （昭和41年） | 1928年 （昭和3年） | 1955年 （昭和30年） | 2019年 （平成31年・令和元年） |
| 階数             | 地上9階            | 地上12階            | 地上5階・地下1階   | 地上6階             | 地上13階・地下1階             |
| 延床面積         | 14,244.66m2        | 37,413.93m2         | 18,323.53m2        | 5,383.52m2          | 12,049.56m2                   |
| 職員数（議員含） | 470人              | 1,227人             | 950人              | 500人               | -                             |

### 本庁舎

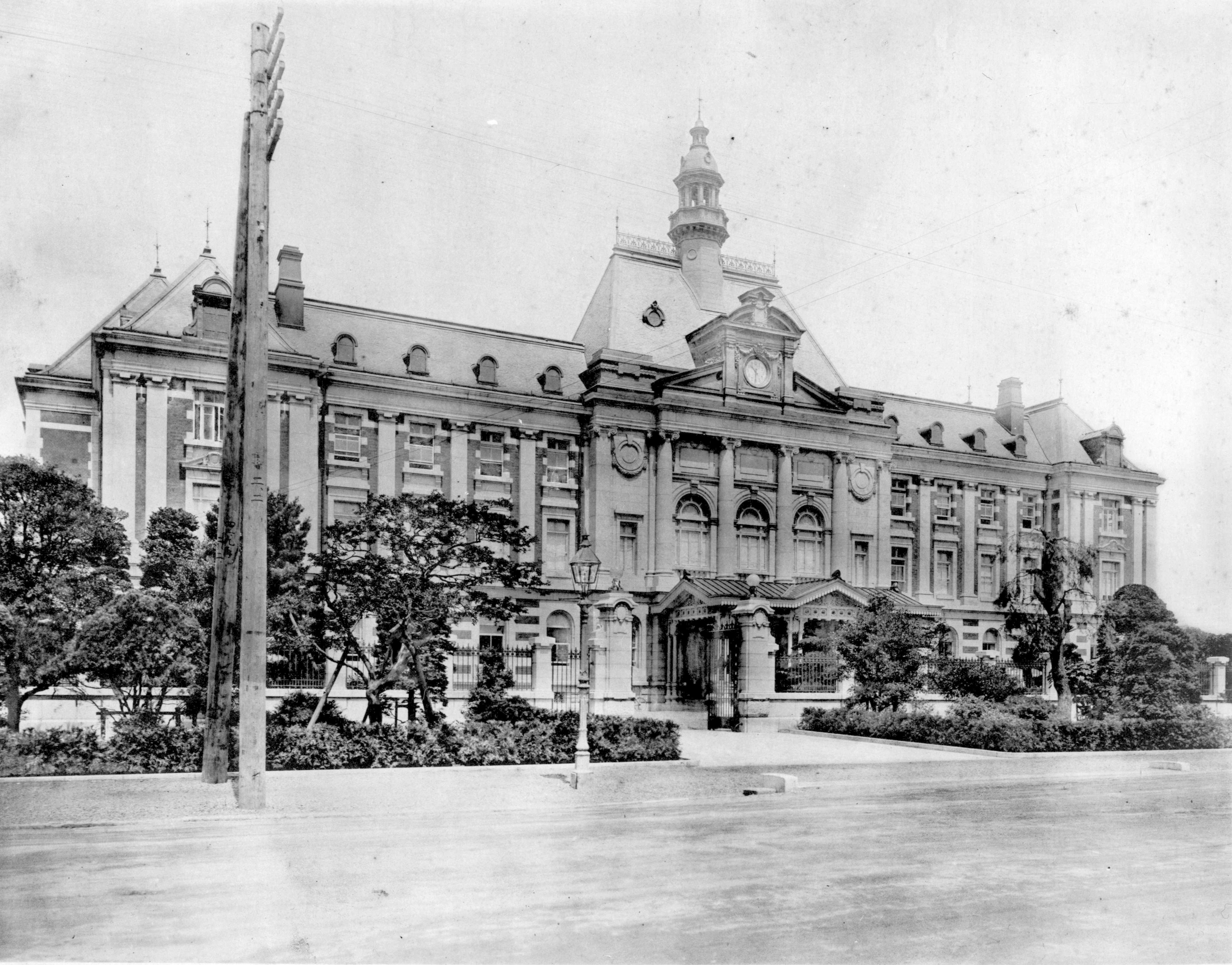
関東大震災で焼失した、先代の3代目県庁舎

関東大震災で焼失した旧県庁舎の再建にあたり、公募で当選した小尾嘉郎の案を基に、神奈川県内務部（成富又三）により設計され、建築顧問として佐野利器が迎えられた。昭和初期に流行した帝冠様式が取り入れられている。1926年（大正15年）12月4日に地鎮祭が執行されたのち、1927年（昭和2年）1月15日より建設に着手され、建築工事費約275万円を費やして1928年（昭和3年）10月31日に完成した。塔屋は「キングの塔」として親しまれており、横浜税関本関庁舎（クイーンの塔）、横浜市開港記念会館（ジャックの塔）とともに「横浜三塔」の一つに数えられる。かつてこの塔は「修養塔」と呼ばれており、最上階に横浜の総鎮守とされる伊勢山皇大神宮の分霊が祀られていた。また歴史的建造物として、1996年（平成8年）に登録有形文化財（建造物）に登録された。2019年には重要文化財に指定された。
- 本庁舎内の組織
  - 政策局
  - 総務局
  - 産業労働局
  - 選挙管理委員会
  - 健康医療局
  - 会計局

### 新庁舎

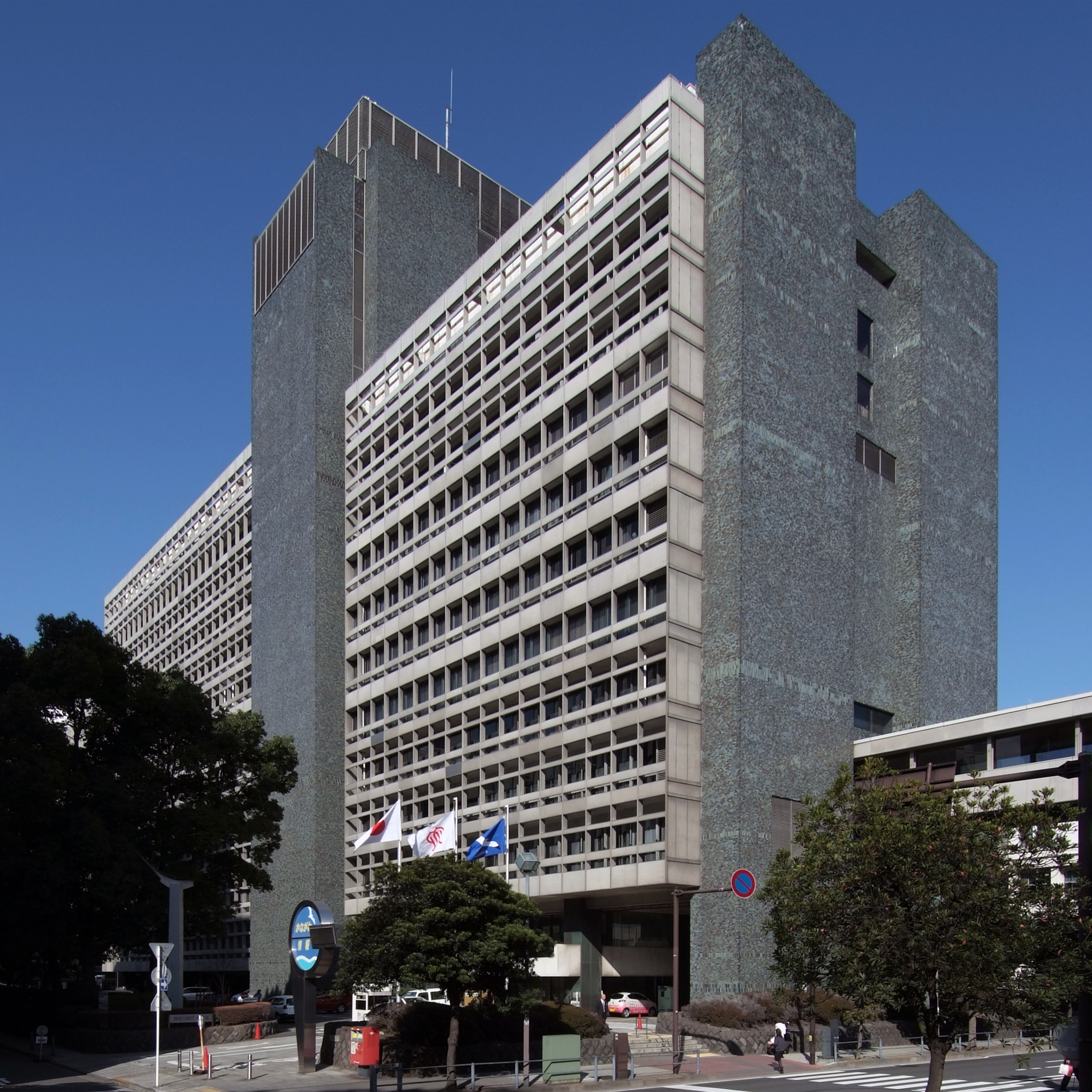
神奈川県庁新庁舎

鉄骨鉄筋コンクリート造地上13階、地下1階で、坂倉準三の設計により1966年（昭和41年）に完成した。エレベーターやトイレなどを中央部に配したコアシステムが採用されている。
- 新庁舎内の組織
  - 県土整備局
  - 健康医療局
  - 企業庁企業局
  - 議会会議室
  - 議会局
  - 政策局
  - 環境農政局
  - 健康医療局
  - 神奈川海区漁業調整委員会
  - 内水面漁場管理委員会
  - 福祉子どもみらい局

### その他
- 東庁舎内の組織
- 西庁舎内の組織
  - 総務局
  - 福祉子どもみらい局
  - 健康医療局
  - くらし安全防災局
  - 国際文化観光局
- 民間ビルに入居している組織
  - 福祉子どもみらい局、政策局、総務局、健康医療局 - 日本大通7ビル
  - 企業庁企業局、福祉子どもみらい局、健康医療局 - 京浜横浜ビル
  - 教育局 - 住宅供給公社ビル
  - スポーツ局 - 日経横浜支局ビル
  - 人事委員会事務局、収用委員会事務局、県土整備局、監査事務局 - 横浜合同庁舎

## 指定文化財
2019年12月27日付けで以下の物件が国の重要文化財に指定された。
- 神奈川県庁舎 1棟
- （以下は附指定物件）
  - 東自動車庫 1棟
  - 西自動車庫 1棟
  - 外塀 1基
  - 建築図面 230枚
  - 建築模型 1基